# Senna covesii
Senna covesii är en ärtväxtart som först beskrevs av Asa Gray, och fick sitt nu gällande namn av Howard Samuel Irwin och Rupert Charles Barneby. Senna covesii ingår i släktet sennor, och familjen ärtväxter. Inga underarter finns listade i Catalogue of Life.